# Gentianella engadinensis
Gentianella engadinensis är en gentianaväxtart som först beskrevs av Richard von Wettstein, och fick sitt nu gällande namn av J. Holub. Gentianella engadinensis ingår i släktet gentianellor, och familjen gentianaväxter. Inga underarter finns listade i Catalogue of Life.